# Ulf Qvarsebo
Ulf Edgar Qvarsebo, född 15 april 1931 i Bromma, Stockholm, död 19 juli 1990 i Göteborg, var en svensk skådespelare.

## Biografi
Qvarsebo började sin teaterkarriär redan som 14-åring när han reste land och rike runt tillsammans med sin farbror, revyskådespelaren Elof Ahrle. Han utbildade sig vid Calle Flygare Teaterskola 1948.
Sedan följde engagemang vid många olika teaterscener bland annat stadsteatrarna i Helsingborg, Norrköping, Uppsala och Folkteatern i Göteborg. Bland hans många teaterroller kan nämnas farbror Ben i En handelsresandes död och Algy i Mr Ernest. Hans sista teaterroll var som den teatertokiga poliskommissarien i Hagge Geigerts uppsättning av Arsenik och gamla spetsar på Lisebergsteatern i Göteborg 1987.[källa behövs] Han var flitigt anlitad inom TV-teatern, bland annat som bonden Mattias Dahl i Hem till byn och Torsten i Carin Mannheimers serie Svenska hjärtan.

## Privatliv
Qvarsebo var son till köpmannen Edgar Qvarsebo (1893-1965), ursprungligen Karlsson, och hans hustru Thyra, född Albrektsson, samt bror till koreografen Per-Arne Qvarsebo och farbror till skulptören Thomas Qvarsebo. Fadern var bror till skådespelaren Elof Ahrle.
Ulf Qvarsebo var gift första gången 1952–1954 med Gerd Carlsson och fick en son. Han gifte sig andra gången 1955 med skådespelaren Gunhild Kjellqvist med vilken han fick barnen Peter, Gunilla och Jonas. Paret skilde sig 1969. Han hade även två barn med Evelyn Bostad som han var gift med 1971–1976 och 1977–1984. Femte gången gifte han sig 1988 med Kerstin Henriksson, men skilde sig samma år. Sjätte gången gifte han sig 1989 med Gunilla Andersson och de var gifta till hans död 1990.
Ulf Qvarsebo är begravd på Skogskyrkogården i Stockholm.

## Filmografi
- 1942 – I gult och blått
- 1950 – Loffe blir polis
- 1951 – Fröken Julie
- 1951 – Sköna Helena
- 1952 – När syrenerna blomma
- 1953 – Barabbas
- 1953 – All jordens fröjd
- 1956 – På heder och skoj
- 1964 – Svenska bilder
- 1971 – Hem till byn (TV-serie) (till och med 1990)
- 1974 – Albert & Herbert (TV-serie)
- 1976 – Predikare-Lena
- 1976 – A.P. Rosell, bankdirektör (TV-serie)
- 1979 – Charlotte Löwensköld
- 1981 – Kallocain (TV-serie)
- 1981 – Stjärnhuset (TV-serie)
- 1981 – Pappa och himlen
- 1982 – Polisen som vägrade svara (TV-serie)
- 1982 – Flygande service (TV-serie)
- 1982 – Vi ses på Bråddvaj (TV-serie)
- 1982 – Om kärlek är... (TV-serie)
- 1983 – Profitörerna (TV-serie)
- 1984 – Träpatronerna (TV-serie)
- 1984 – Taxibilder (TV-serie)
- 1985 – Röd snö (TV-serie)
- 1985 – Svenska brott (TV-serie) (avsnitt Hammarbymordet)
- 1987 – Svenska hjärtan (TV-serie) (1989)
- 1989 – Glenn och Gloria
- 1989 – Sparvöga (TV-serie)

## Teater

### Roller
| År   | Roll                            | Produktion                                                                | Regi                 | Teater                           |
| ---- | ------------------------------- | ------------------------------------------------------------------------- | -------------------- | -------------------------------- |
| 1955 | La Violette                     | Don Juan Molière                                                          | Ingmar Bergman       | Malmö stadsteater                |
| 1956 |                                 | Råttfällan Agatha Christie                                                | Anita Blom           | Borås kretsteater                |
| 1957 | Hovrådet Podkolesin             | Vigseln Nikolai Gogol                                                     | Anita Blom           | Borås kretsteater                |
| 1957 |                                 | Mariana Pineda Federico García Lorca                                      | Åke S. Pettersson    | Borås kretsteater                |
| 1957 | Hovrådet Podkolesin             | Frieriet Nikolai Gogol                                                    | Anita Blom           | Parkteatern                      |
| 1957 |                                 | En kvinna är överflödig Knud Sønderby                                     | Anita Blom           | Borås kretsteater/ Riksteatern   |
| 1957 |                                 | Kärlekens fars Helge Krog                                                 | Palle Granditsky     | Borås kretsteater/ Riksteatern   |
| 1958 | Föraren                         | Regeln och undantaget Bertolt Brecht                                      | Palle Granditsky     | Borås kretsteater                |
| 1959 | Herr Lycke                      | Vin och vårlek Paul Willems och André Souris                              | Anita Blom           | Borås kretsteater                |
| 1959 | Ed Devery                       | Född igår Garson Kanin                                                    | Palle Granditsky     | Borås Kretsteater                |
| 1960 | Påvel                           | Mans kvinna Vilhelm Moberg                                                | Anita Blom           | Borås kretsteater                |
| 1960 |                                 | Ture Sventon i London Åke Holmberg                                        | Nils Olsén           | Stockholms skolbarnsteater       |
| 1960 | Jack Tanner                     | Mannen och hans överman George Bernard Shaw                               | Gustaf Molander      | Riksteatern                      |
| 1961 |                                 | Ett dockhem Henrik Ibsen                                                  | Palle Granditsky     | Borås kretsteater                |
| 1961 | George Haverstick               | Vilse i lustgården (Period of adjustment) Tennessee Williams              | Mats Johansson       | Helsingborgs stadsteater         |
| 1961 | Prinsessan Grace                | Gisslan (The Hostage) Brendan Behan                                       | Lars-Erik Liedholm   | Helsingborgs stadsteater         |
| 1961 | Eisenring                       | Biedermann och pyromanerna (Biedermann und die Brandstifter) Max Frisch   | Lars-Erik Liedholm   | Helsingborgs stadsteater         |
| 1961 | Philipp Hotz                    | Den heliga ilskan (Die große Wut des Philipp Hotz) Max Frisch             | Lars-Erik Liedholm   | Helsingborgs stadsteater         |
| 1961 | Daniel                          | Perrichons resa (Le voyage de M. Perrichon) Eugène Labiche                | Mats Johansson       | Helsingborgs stadsteater         |
| 1962 | Charles                         | Bättre sent än aldrig (It's Never Too Late) Felicity Douglas              | Lars-Erik Liedholm   | Helsingborgs stadsteater         |
| 1962 | Chrysalde                       | Hustruskolan (L'école des femmes) Molière                                 | Mats Johansson       | Helsingborgs stadsteater         |
| 1962 | Camille Sevigné                 | Tokan (L'Idiote) Marcel Achard                                            | Lars-Erik Liedholm   | Helsingborgs stadsteater         |
| 1962 | Berättaren                      | Fantasticks Harvey Schmidt och Tom Jones                                  | Per Sjöstrand        | Helsingborgs stadsteater         |
| 1962 | Domprosten                      | Den vackra mjölnerskan (La molinera de Arcos) Alejandro Casona            | Bo G. Forsberg       | Helsingborgs stadsteater         |
| 1963 | Fogden                          | Brand Henrik Ibsen                                                        | Lars-Erik Liedholm   | Helsingborgs stadsteater         |
| 1963 | Charles Condomine               | Min fru går igen (Blithe Spirit) Noël Coward                              | Lars-Erik Liedholm   | Helsingborgs stadsteater         |
| 1963 | Jim Preston                     | Kvinna i morgonrock Ted Willis                                            | John Zacharias       | Norrköping-Linköping stadsteater |
| 1963 | Officern                        | Ett drömspel August Strindberg                                            | Olof Molander        | Norrköping-Linköping stadsteater |
| 1964 | Jean-Lou                        | Blå tulpaner Françoise Sagan                                              | John Zacharias       | Norrköping-Linköping stadsteater |
| 1964 | Herbert Georg Beutler           | Fysikerna Friedrich Dürrenmatt                                            | Lars Barringer       | Norrköping-Linköping stadsteater |
| 1964 | Torvald Helmer                  | Ett dockhem Henrik Ibsen                                                  | Lars Barringer       | Norrköping-Linköping stadsteater |
| 1964 | Bernie Slovenk                  | De kärlekslösa William Inge                                               | John Zacharias       | Norrköping-Linköping stadsteater |
| 1964 | Aleksandr Ignatjevitj Versjinin | Tre systrar Anton Tjechov                                                 | Lars Barringer       | Norrköping-Linköping stadsteater |
| 1965 |                                 | Soldaten Svejk Karl Larsen                                                | Lars Gerhard Norberg | Norrköping-Linköping stadsteater |
| 1965 | Roger Robb                      | Fallet Oppenheimer Heinar Kipphardt                                       | John Zacharias       | Norrköping-Linköping stadsteater |
| 1965 | Beppe                           | Huset Werner Aspenström                                                   | Sture Ericson        | Norrköping-Linköping stadsteater |
| 1966 |                                 | Människan — detta underliga djur Gabriel Arout                            | Bertil Norström      | Norrköping-Linköping stadsteater |
| 1966 | Don Martin                      | Mallorca, Mallorca Gunnar Hoffsten och Bertil Norström                    | John Zacharias       | Norrköping-Linköping stadsteater |
| 1966 | Hugo Nyffenschwander            | Meteoren Friedrich Dürrenmatt                                             | John Zacharias       | Norrköping-Linköping stadsteater |
| 1966 | Gustaf Kanning                  | Gertrud Hjalmar Söderberg                                                 | John Zacharias       | Norrköping-Linköping stadsteater |
| 1967 | Aktören                         | Natthärbärget eller På botten Maksim Gorkij                               | Lars Gerhard Norberg | Norrköping-Linköping stadsteater |
| 1967 | La Violette                     | Å vilken härlig fred! Hans Alfredson och Tage Danielsson                  | Bertil Norström      | Norrköping-Linköping stadsteater |
| 1967 | Adam, bydomare                  | Den sönderslagna krukan Heinrich von Kleist                               | Sture Ericson        | Norrköping-Linköping stadsteater |
| 1967 | Läkaren                         | Himmelrikets nycklar eller Sankte Per vandrar på jorden August Strindberg | Johan Falck          | Norrköping-Linköping stadsteater |
| 1967 | Adam                            | Den första synden Aharon Megged                                           | Abraham Asseo        | Norrköping-Linköping stadsteater |
| 1968 | Lazar Wolf                      | Spelman på taket Joseph Stein, Jerry Bock och Sheldon Harnick             | John Zacharias       | Norrköping-Linköping stadsteater |
| 1968 | Lucien                          | Fruns salig mor Georges Feydeau                                           | Torsten Sjöholm      | Norrköping-Linköping stadsteater |
| 1968 |                                 | ”SOS” eller Sanningen Om Säkerheten Tore Zetterholm                       | Lars Gerhard Norberg | Norrköping-Linköping stadsteater |
| 1968 |                                 | Den fina kulturen Lars Rundgren                                           |                      | Norrköping-Linköping stadsteater |
| 1968 | Fältherren                      | Mor Courage och hennes barn Bertolt Brecht                                | Torsten Sjöholm      | Norrköping-Linköping stadsteater |
| 1969 | Clifford Bradshaw               | Cabaret John Kander, Fred Ebb och Joe Masteroff                           | John Zacharias       | Norrköping-Linköping stadsteater |

## Bilder

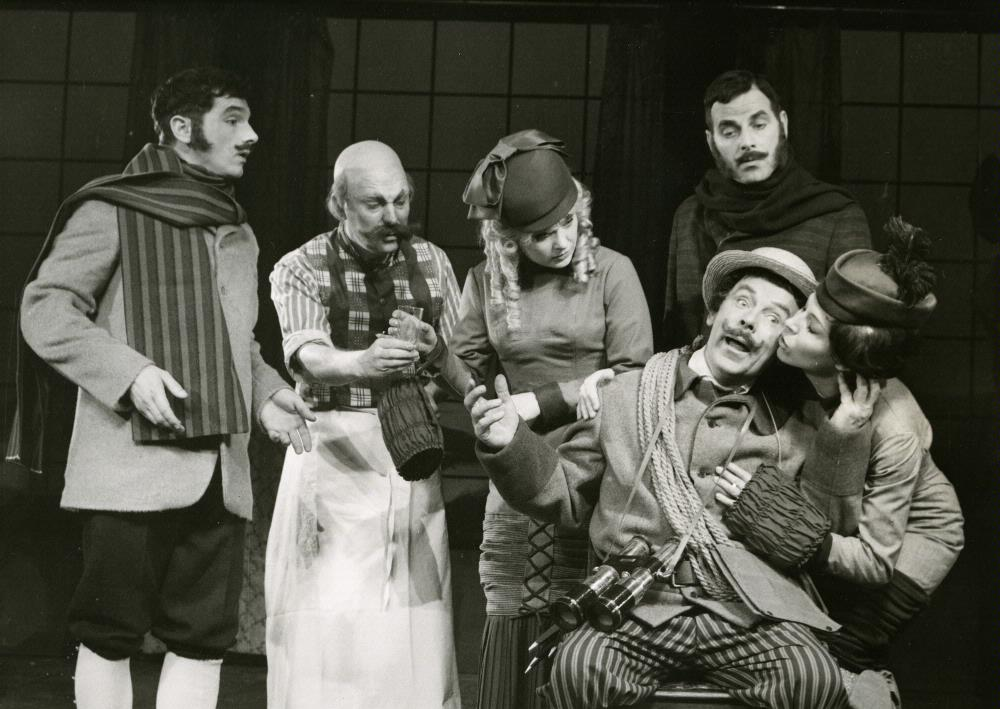
Alf Nilsson, Willy Keidser, Gerd Hegnell, Nils Poppe, Ulf Qvarsebo och Harriet Hedenmo i Perrichons resa på Helsingborgs stadsteater 1961.
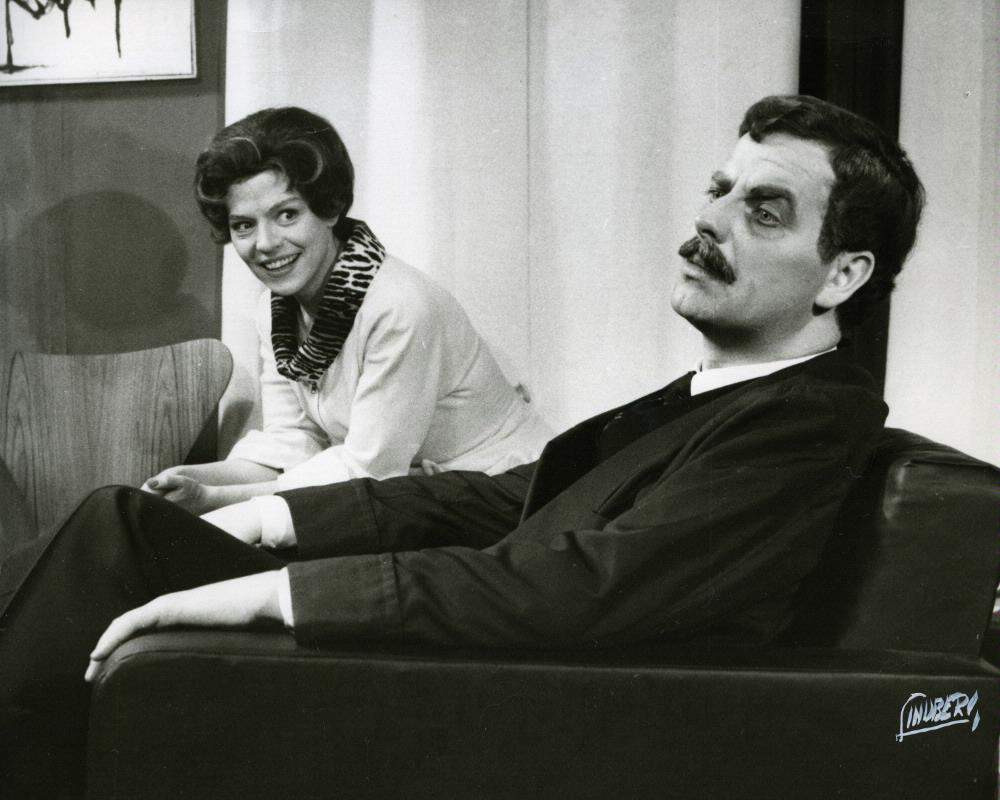
Harriet Hedenmo och Ulf Qvarsebo i Bättre sent än aldrig på Helsingborgs stadsteater 1962.
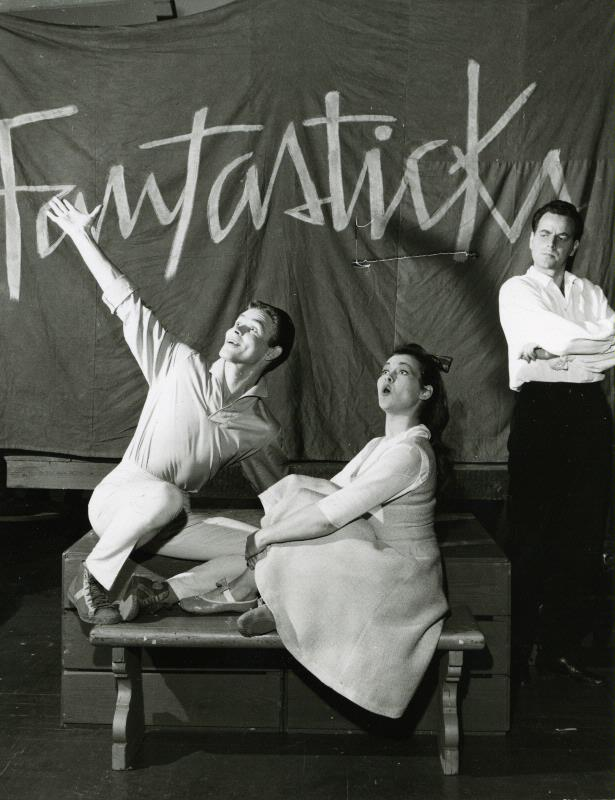
Per Olof Eriksson, Nadja Witzansky och Ulf Qvarsebo i Fantasticks på Helsingborgs stadsteater 1962.
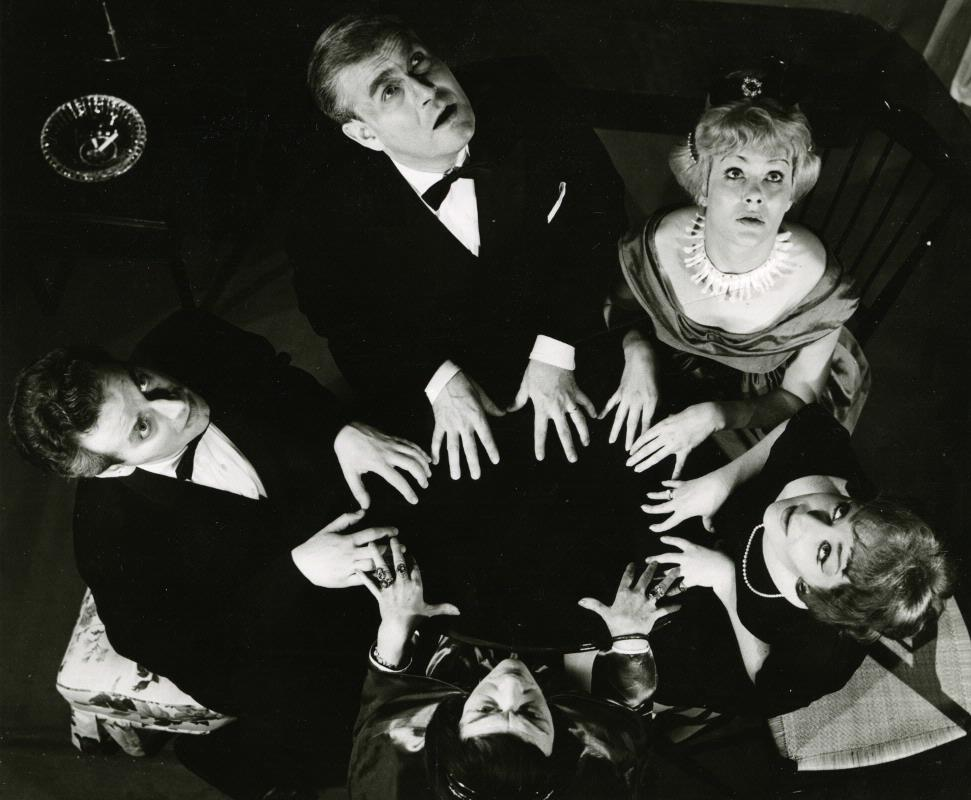
Ulf Qvarsebo (till vänster), Erik Strandell, Lena Ewert, Gerd Hegnell och Dagny Stenius i Min fru går igen på Helsingborgs stadsteater 1963.

### Fotnoter
1. 1 2 3  ”Ulf Qvarsebo”. Svensk Filmdatabas. http://sfi.se/sv/svensk-filmdatabas/Item/?type=PERSON&itemid=63335&iv=BIOGRAPHY. Läst 17 augusti 2012.
2. ↑  Nyköpings Alla Helgona (före 1989 Nyköpings Östra) kyrkoarkiv, Församlingsböcker. Bunden serie., SE/ULA/11129/A II a/2 (1898-1903), bildid: 00157653_00040
3. ↑  Sveriges befolkning
1990:
Qvarsebo, Gunhild Eva Maria
(1933-10-09)
4. ↑  Sveriges befolkning 1975, Sveriges befolkning 1980, Sveriges befolkning 1985, Arkiv Digital.
5. ↑  Sveriges Dödbok 1830–2020, Sveriges Släktforskarförbund.
6. ↑  svenskagravar.se
7. ↑  ”Don Juan”. Stiftelsen Ingmar Bergman. http://ingmarbergman.se/verk/don-juan. Läst 17 oktober 2015.
8. ↑  ”Tidningsnotis”. Dagens Nyheter:  s. 18. 31 oktober 1956. https://arkivet.dn.se/tidning/1956-10-31/297/18. Läst 29 juli 2018.
9. ↑  ”Scenförändringar”. Dagens Nyheter:  s. 11. 22 januari 1957. https://arkivet.dn.se/tidning/1957-01-22/21/11. Läst 29 juli 2018.
10. ↑  ”Tidningsnotis”. Dagens Nyheter:  s. 14. 27 februari 1957. https://arkivet.dn.se/tidning/1957-02-27/57/14. Läst 29 juli 2018.
11. ↑  ”Tidningsnotis”. Dagens Nyheter:  s. 10. 1 augusti 1957. https://arkivet.dn.se/tidning/1957-08-01/206/10. Läst 29 juli 2018.
12. ↑  ”Tidningsnotis”. Dagens Nyheter:  s. 18. 2 oktober 1957. https://arkivet.dn.se/tidning/1957-10-02/268/18. Läst 29 juli 2018.
13. ↑  ”Tidningsnotis”. Dagens Nyheter:  s. 20. 10 november 1957. https://arkivet.dn.se/tidning/1957-11-10/306/20. Läst 29 juli 2018.
14. ↑  ”Tidningsnotis”. Dagens Nyheter:  s. 16. 28 februari 1958. https://arkivet.dn.se/tidning/1958-02-28/57/16. Läst 29 juli 2018.
15. ↑  ”Tidningsnotis”. Dagens Nyheter:  s. 16. 21 mars 1959. https://arkivet.dn.se/tidning/1959-03-21/78/16. Läst 29 juli 2018.
16. ↑  ”Borås Kretsteater”. Dagens Nyheter:  s. 15. 3 september 1959. http://arkivet.dn.se/arkivet/tidning/1959-09-03/238/15. Läst 19 januari 2016.
17. ↑  S B-l (9 september 1959). ”'Född i går' i Borås”. Dagens Nyheter:  s. 14. http://arkivet.dn.se/arkivet/tidning/1959-09-09/244/14. Läst 21 januari 2016.
18. ↑  Ebbe Linde (3 februari 1960). ”'Mans kvinna' i Borås”. Dagens Nyheter:  s. 11. https://arkivet.dn.se/tidning/1960-02-03/32/11. Läst 29 juli 2018.
19. ↑  Age (15 maj 1960). ”Casinos primadonna vadderad kokerska”. Dagens Nyheter:  s. 34. http://arkivet.dn.se/arkivet/tidning/1960-05-15/131/34. Läst 21 januari 2016.
20. ↑  ”Shaw i Köping”. Dagens Nyheter:  s. 16. 20 september 1960. https://arkivet.dn.se/tidning/1960-09-20/256/16. Läst 10 juni 2018.
21. ↑  ”Tidningsnotis”. Dagens Nyheter:  s. 39. 23 februari 1961. https://arkivet.dn.se/tidning/1961-02-23/52/17. Läst 29 juli 2018.
22. ↑  Ingvar Holm (2 september 1961). ”Urpremiär i Hälsingborg”. Dagens Nyheter:  s. 12. https://arkivet.dn.se/tidning/1961-09-02/237/12. Läst 26 september 2020.
23. ↑  ”Tidningsnotis”. Dagens Nyheter:  s. 18. 4 oktober 1961. https://arkivet.dn.se/tidning/1961-10-04/269/18. Läst 26 september 2020.
24. ↑  Ingvar Holm (27 december 1961). ”Enmansteater i Hälsingborg”. Dagens Nyheter:  s. 16. https://arkivet.dn.se/tidning/1961-12-27/350/16. Läst 8 juni 2018.
25. ↑  ”Ulf Johansson spelar Molière i Hälsingborg”. Dagens Nyheter:  s. 16. 22 februari 1962. https://arkivet.dn.se/tidning/1962-02-22/51/16. Läst 8 juni 2018.
26. ↑  Bengt Jahnsson (7 mars 1969). ”Succépremiär för 'Cabaret'”. Dagens Nyheter:  s. 16. http://arkivet.dn.se/arkivet/tidning/1969-03-07/64/16. Läst 22 januari 2016.